# Nekomanma!! from Otsuki-chan no Uta
Nekomanma!! from Otsuki-chan no Uta (jap. ねこまんまっ!! from お月ちゃんのうた) – japońska grupa idolek składająca się z aktorek AV.

## Historia
Grupa powstała jako druga odsłona projektu „Otsuki-chan no Uta” programu telewizyjnego „Tsuki to Mogura”, który przekształca tzw. „Otsuki-chan” uczestniczki programu w idolki. 25 października 2024 roku ogłoszono członkinie grupy, którymi zostały Rokka Ono, Niko Kawagoe i Saki Sasaki oraz nazwę grupy.
Pierwszy singel grupy „好き好きSelfish♡” trafił do dystrybucji cyfrowej 28 grudnia 2024 roku, w tym samym dniu ukazał się również teledysk do tytułowej piosenki.
Premiera pierwszej płyty CD zaplanowana jest na 5 lutego 2025 roku.

## Członkinie
- Rikka Ono (小野六花)
- Niko Kawagoe (川越にこ)
- Saki Sasaki (佐々木さき)